# 2024年木下グループジャパンオープン
2024年木下グループジャパンオープンテニスチャンピオンシップスは、2024年9月25日から10月1日にかけて東京都・江東区の有明コロシアム及び有明テニスの森公園で開催された、男子プロテニスATPツアーの大会である。サーフェスは屋外ハード。

## シングルス

### シード選手
| 国             | 選手                     | ランキング | シード |
| -------------- | ------------------------ | ---------- | ------ |
| アメリカ合衆国 | テイラー・フリッツ       | 7          | 1      |
| ポーランド     | フベルト・フルカチュ     | 8          | 2      |
| ノルウェー     | キャスパー・ルード       | 9          | 3      |
| ギリシャ       | ステファノス・チチパス   | 12         | 4      |
| アメリカ合衆国 | トミー・ポール           | 13         | 5      |
| デンマーク     | ホルガ・ルーネ           | 14         | 6      |
| アメリカ合衆国 | フランシス・ティアフォー | 16         | 7      |
| アメリカ合衆国 | ベン・シェルトン         | 17         | 8      |

- 2024年9月16日付のランキングに基づく

### ワイルドカード
以下の3名がワイルドカードで本戦に出場した。
- 望月慎太郎
- 錦織圭
- 西岡良仁

以下の1名がSE（予選免除）で本戦に出場した。
- ブランドン・ナカシマ

以下の2名がプロテクトランキングで本戦に出場した。
- マリン・チリッチ
- ライリー・オペルカ

### 予選勝者
以下の4名が予選を勝ち上がり本戦に出場した。
- マッティア・ベルッチ
- アレックス・ミケルセン
- クリストファー・オコネル
- ボーティック・ファン・デ・ザンスフルプ

### 出場辞退
- ヌーノ・ボルヘス →  トマーシュ・マハーチ
- アレックス・デミノー →  マッテオ・ベレッティーニ

## ダブルス

### シード選手
| 国             | 選手1                | 国             | 選手2                  | ランキング1 | シード |
| -------------- | -------------------- | -------------- | ---------------------- | ----------- | ------ |
| アメリカ合衆国 | ナサニエル・ラモンズ | アメリカ合衆国 | ジャクソン・ウィズロー | 40          | 1      |
| モナコ         | ユーゴ・ニス         | ポーランド     | ヤン・ジェリンスキ     | 53          | 2      |
| フランス       | サディオ・ドゥンビア | フランス       | ファビアン・ルブール   | 59          | 3      |
| アルゼンチン   | マキシモ・ゴンサレス | アルゼンチン   | アンドレス・モルテーニ | 64          | 4      |

- 2024年9月16日付のランキングに基づく

### ワイルドカード
以下の2組がワイルドカードで本戦に出場した。
- 錦織圭 /  坂本怜
- 西岡良仁 /  上杉海斗

### 予選勝者
以下の組が予選を勝ち上がり本戦に出場した。
- アレクサンダー・エルラー /  マトヴェ・ミデルクープ

### 出場辞退
- アレックス・デミノー /  ジョーダン・トンプソン →  ベン・シェルトン /  ジョーダン・トンプソン
- セバスチャン・コルダ /  ベン・シェルトン →  アリエル・ビハル /  ロバート・ギャロウェイ

## 優勝

### シングルス
アルトゥール・フィス def.  ウーゴ・アンベール, 5-7, 7-6(8-6), 6-3

### ダブルス
ジュリアン・キャッシュ /  ロイド・グラスプール def.  アリエル・ビハル /  ロバート・ギャロウェイ, 6-4, 4-6, [12-10]

### 車いすシングルス
小田凱人 def.  グスタボ・フェルナンデス, 6-3, 6-4